# Бородинский военно-исторический музей-заповедник
Государственный Бородинский военно-исторический музей-заповедник — музей-заповедник на месте Бородинского сражения (Бородинское поле) на территории посёлка Бородинского музея Можайского городского округа Московской области; старейший из музеев, основанных на полях сражений.

## История музея

### Императорская Россия

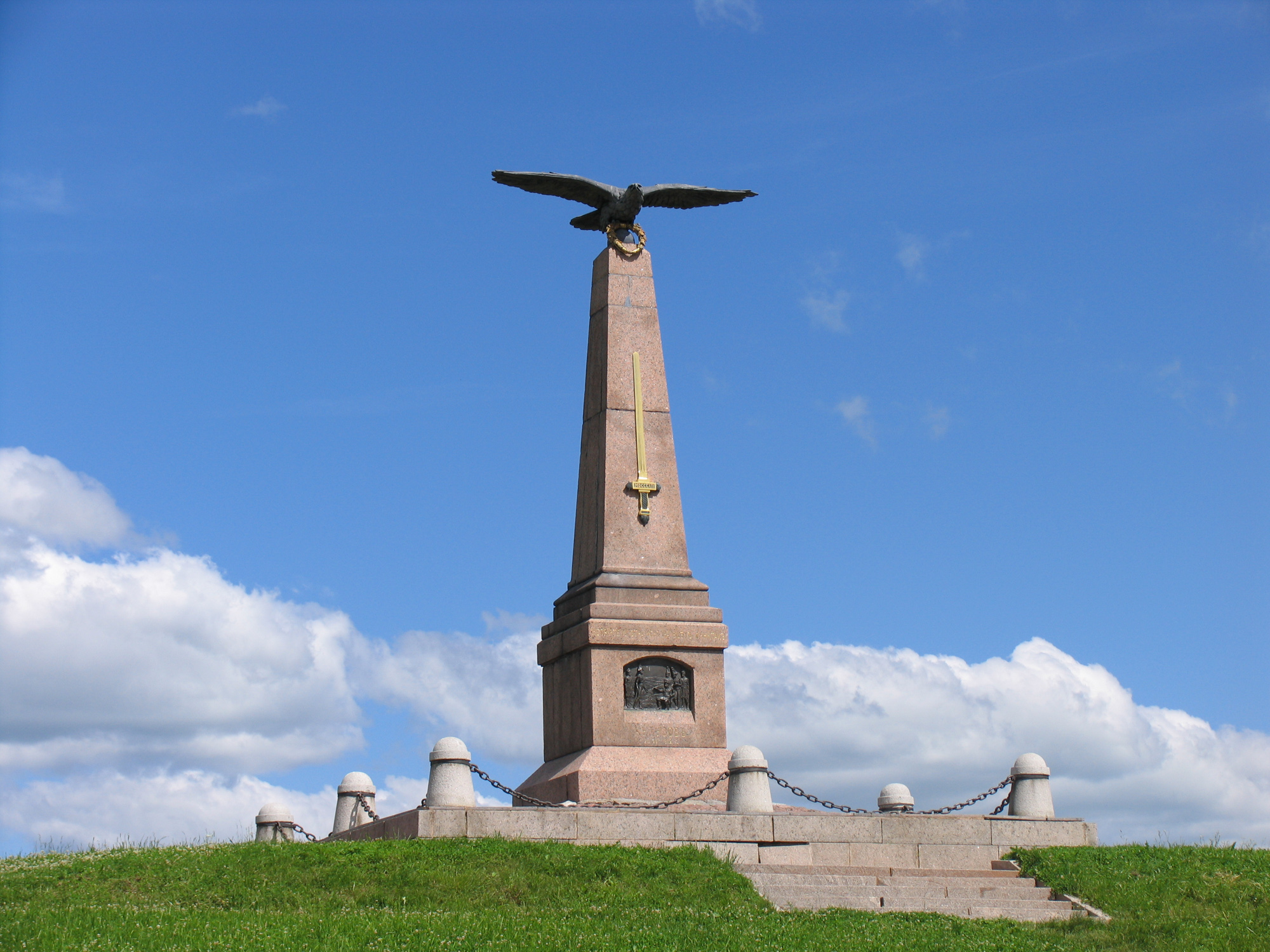
Памятник Кутузову на Бородинском поле

Ещё в 1812 году генерал-фельдмаршал М. И. Кутузов в письме к владелице Тарутина обер-гофмейстерине Анне Никитичне Нарышкиной призывал сохранить укрепления, созданные русской армией на Бородинском поле[уточнить]:
«Село Тарутино, Вам принадлежащее, ознаменовано было славною победою русского войска над неприятельским. Отныне имя его должно сиять в наших летописях наряду с Полтавою, и река Нара будет для нас так же знаменита, как Непрядва, на берегах которой погибли бесчисленные ополчения Мамая. Покорнейше прошу Вас, милостивая государыня, чтоб укрепления, сделанные близ села Тарутина, укрепления, которые устрашили полки неприятельские и были твердою преградою, близ коей остановился быстрый поток разорителей, грозивший наводнить всю Россию, чтобы сии укрепления остались неприкосновенными.

Пускай время, а не рука человеческая их уничтожит; пускай земледелец, обрабатывая вокруг их мирное своё поле, не трогает их своим плугом; пускай и в позднее время будут они для россиян священными памятниками их мужества; пускай наши потомки, смотря на них, будут воспламеняться огнём соревнования и с восхищением говорить: вот место, на котором гордость хищников пала перед неустрашимостью сынов Отечества!»
Первым памятником, вошедшим в комплекс исторического Бородинского поля, явилась церковь Спаса Нерукотворного, сооружённая в 1820 году на месте гибели генерал-майора А. А. Тучкова.

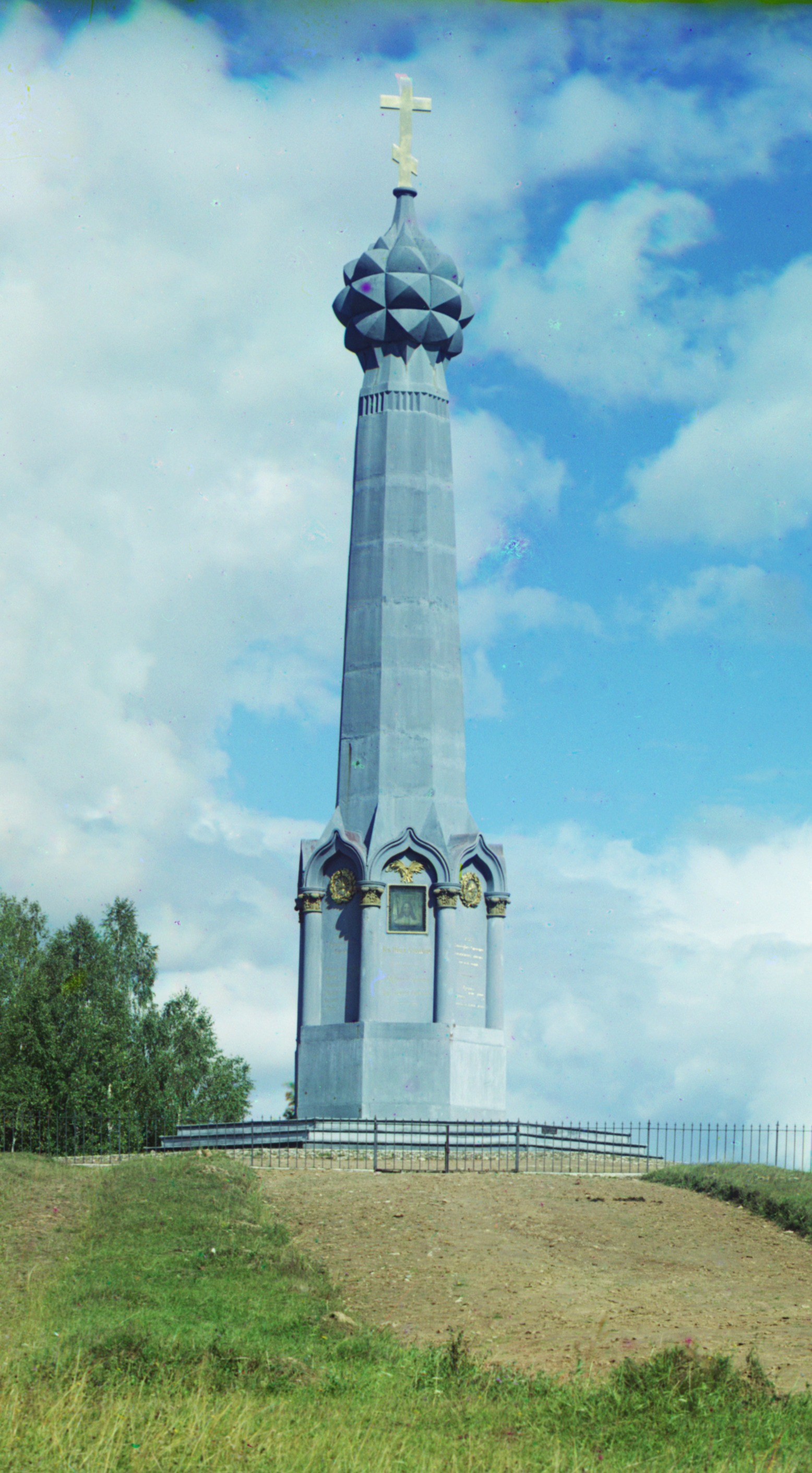
Главный монумент в 1911 году

26 августа 1839 года в присутствии императора Николая I, перед строем 150 тысяч солдат русской армии и 200 ветеранов Бородинского сражения, на батарее Раевского, центральном укреплении русской армии, был торжественно освящён монумент в память доблестных защитников Отечества, сооружённый по проекту Антонио Адамини. У подножия памятника был захоронен прах смертельно раненного в Бородинской битве генерала П. И. Багратиона. Недалеко от монумента была построена сторожка для солдатов-ветеранов, которые, согласно императорскому указу, должны были ухаживать за памятником, вести книгу записей посетителей, показывать приезжающим план сражения, находки, сделанные на местах боёв. Тогда же земля в центральной части поля была выкуплена императором на имя наследника, будущего государя Александра II. Для размещения царственных особ и свиты усадебный дом в селе Бородине был перестроен в небольшой деревянный дворец, интерьеры которого были украшены портретами генералов-участников Отечественной войны 1812 года. Там же была устроена небольшая экспозиция из реликвий, связанных с битвой. Всё это стало основой Бородинского военно исторического музея-заповедника — старейшего из музеев, основанных на полях сражений.
В 1839 году на Багратионовых флешах был открыт Спасо-Бородинский монастырь, а М. М. Тучкова стала его первой настоятельницей — игуменией Марией. После кончины игуменьи в 1852 году в её доме, по благословению митрополита Московского святителя Филарета, всё было оставлено, как при её жизни, и он фактически стал домом-музеем.
11 (24) февраля 1903 года сотрудники железнодорожной станции Бородино по своей инициативе в одной из комнат вокзала создали Музей 1812 года.
В 1912 году в столетний юбилей сражения на Бородинском поле состоялись грандиозные юбилейные торжества. Воинским частям и соединениям было разрешено на собственные средства установить памятники предкам (полкам, дивизиям, артбригадам, корпусам) — героям Бородинской битвы. Всего было сооружено 35 памятников, в том числе памятниками были отмечены командные пункты Кутузова и Наполеона.
…Ныне, в сотую годовщину Бородинского боя, вспоминая великий подвиг народа Нашего, Мы призываем всех верных Наших подданных вместе с Нами возблагодарить Господа за милость, явленную Им Отечеству Нашему в годину испытаний… Да пребудут во веки веков в памяти народной высокие примеры военной и гражданской доблести предков в Отечественную войну, да воодушевятся сими примерами все верные сыны России в доблестном служении Родине…
Под руководством офицеров Генерального штаба были восстановлены Шевардинский редут, Масловские флеши, левая Багратионова флешь. К юбилейным торжествам по проекту московского архитектора В. В. Воейкова была перестроена сторожка у батареи Раевского. Торжества с участием императора Николая II начались 25 августа 1912 года крестным ходом с иконой Смоленской Божией Матери вдоль фронта построенных на поле войск «в воспоминание такого же события накануне Бородинского сражения». 26 августа состоялся благодарственный молебен на батарее Раевского, в котором принял участие император Николай II с семьёй. Был зачитан особый приказ армии и флоту. Состоялся военный парад, были вручены памятные медали, книги, подарки.
В торжествах участвовала и французская военная делегация, с её участием был открыт Памятник мёртвым Великой армии.

### Советский период
Смена общественного строя в России привела и к «революционным» преобразованиям на Бородинском поле. В начале 1920-х годов в помещениях императорского дворца, приспособленных под лазарет еще в годы первой мировой войны, были устроены аптека, больница, общежитие для медперсонала. Отдельные уцелевшие предметы из дворца были перевезены в здание музея у батареи Раевского. Туда же перенесли экспонаты «Музея 1812 года» с вокзала станции Бородино. Бородинский музей стал сначала филиалом Военно-исторического музея, затем — Российского исторического, а с сентября 1925 года передан в ведение Московского областного отдела народного образования.
30-е годы — мрачный этап в истории поля: разрушались памятники и храмы, осквернялись могилы русских солдат и офицеров, уничтожались иконы. На стене закрытого и разграбленного Спасо-Бородинского монастыря борцами с собственной историей был начертан лозунг «Довольно хранить наследие рабского прошлого» (следы этой надписи можно увидеть и в настоящее время). В 1932 году был уничтожен монумент на батарее Раевского, разрушен склеп с прахом П. И. Багратиона. Почти со всех памятников Бородинского поля были сорваны символы русской государственности — орлы, короны, спилены кресты. Церковь Смоленской иконы Божией матери стала слесарной мастерской.
В октябре 1941 года Бородинское поле снова стало местом ожесточенных боёв. На шесть дней, с 12 по 18 октября 1941 года, солдаты 32-й Краснознамённой стрелковой дивизии с приданными ей частями (командир дивизии — полковник Виктор Полосухин), задержали здесь рвавшиеся к Москве немецкие войска. В результате артобстрелов и бомбёжек сильно пострадали многие памятники. В здании музея немцы устроили скотобойню, а при их отступлении оно было сожжено. Сгорели отдельные постройки монастыря, в том числе и дом игуменьи Марии, было полностью уничтожено здание императорского дворца в селе Бородино.
Экспонаты музея удалось эвакуировать. В октябре 1941 года они были вывезены сначала в Москву, а затем в Алма-Ату. В декабре 1941 года, там, в Доме обороны, была развернута экспозиция Бородинского музея. В 1944 году эти музейные экспонаты заняли свои прежние места в капитально отремонтированном здании в центре Бородинского поля, открытом для посетителей 15 октября.
31 мая 1961 года Бородинское поле было объявлено Государственным Бородинским военно-историческим музеем-заповедником с «включением в него памятных мест и исторических памятников Бородинского поля».
В 1960-е — 70-е годы было восстановлено большинство монументов. На братских могилах советских воинов были установлены гранитные надгробия. В центре поля в 1971 году открыт памятник-танк воинам 5-й армии. Разработана «Генеральная программа реставрации памятников и организации заповедника «Бородино». Начались работы по восстановлению Спасо-Бородинского монастыря, где в начале 1980-х годов расположились службы музея, научные отделы, экспозиции.
С 1986 года филиалом Бородинского музея-заповедника стал Можайский историко-краеведческий музей, в структуру которого входит дом-музей народного художника СССР Сергея Герасимова. В 1987 году был воссоздан Главный монумент героям Бородинского сражения на батарее Раевского.

### Современный период и перспективы

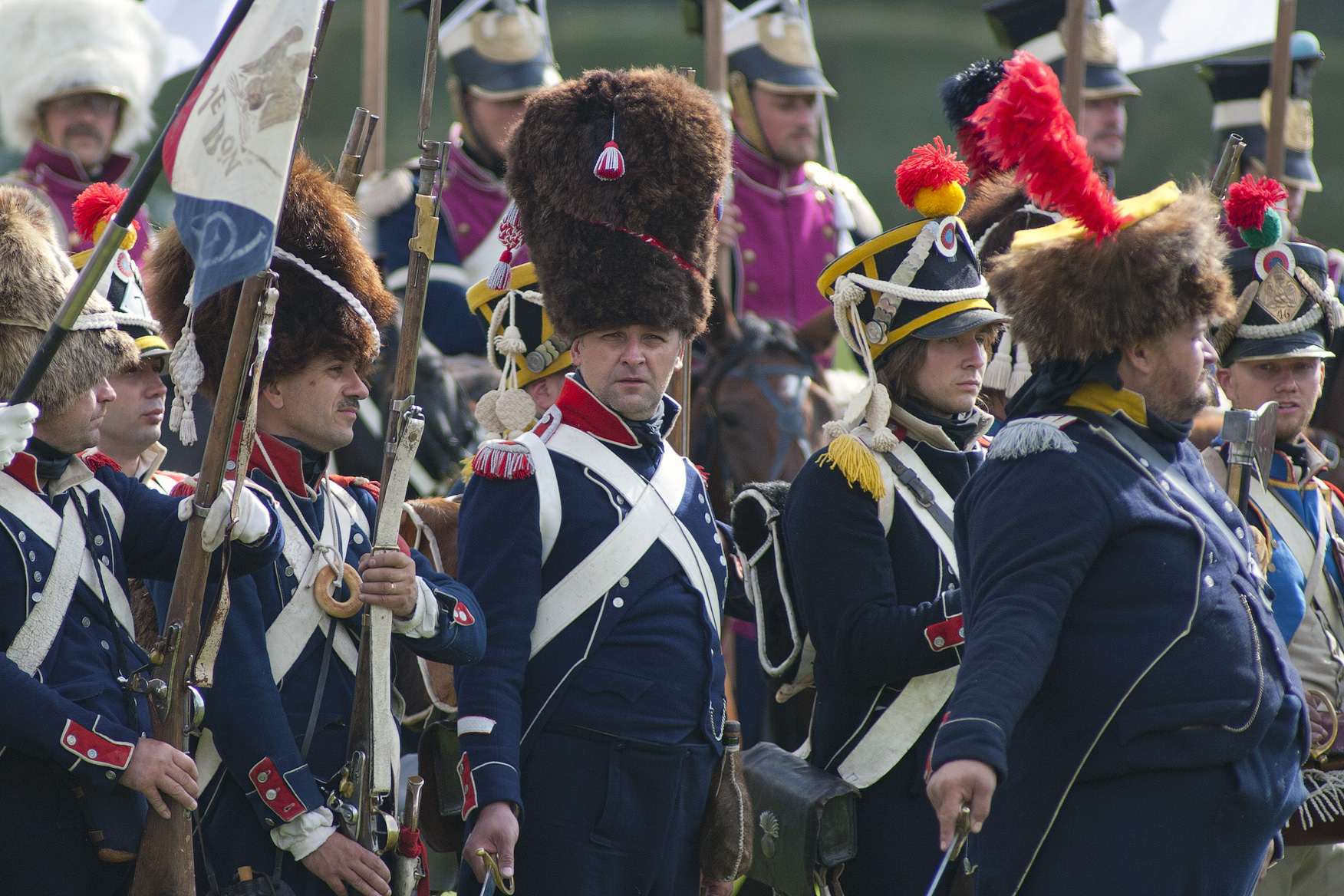
Участники реконструкции битвы при Бородино. XXI век.

В 1994 году правительством Российской Федерации установлены границы территории музея-заповедника площадью 109,7 кв.км., площадь охранной зоны — 645 кв.км. На этой территории сейчас расположено около 300 памятных объектов. В 1995 году был воссоздан монумент у Спасо-Бородинского монастыря «Благодарная Россия-своим защитникам».
С 1995 года музей-заповедник, включая территорию, входит в Государственный свод особо ценных объектов культурного наследия народов Российской Федерации
Воссоздаются некоторые здания (в том числе императорский гостевой дворец) — в рамках дворцово-паркового ансамбля — с целью размещения там фондохранилища, выставочных залов и администрации музея. Эти работы рассчитано завершить к 2014 году, а до тех пор будет продолжаться использование некоторых помещений Спасо-Бородинского монастыря для музейных нужд.

## Экспозиции

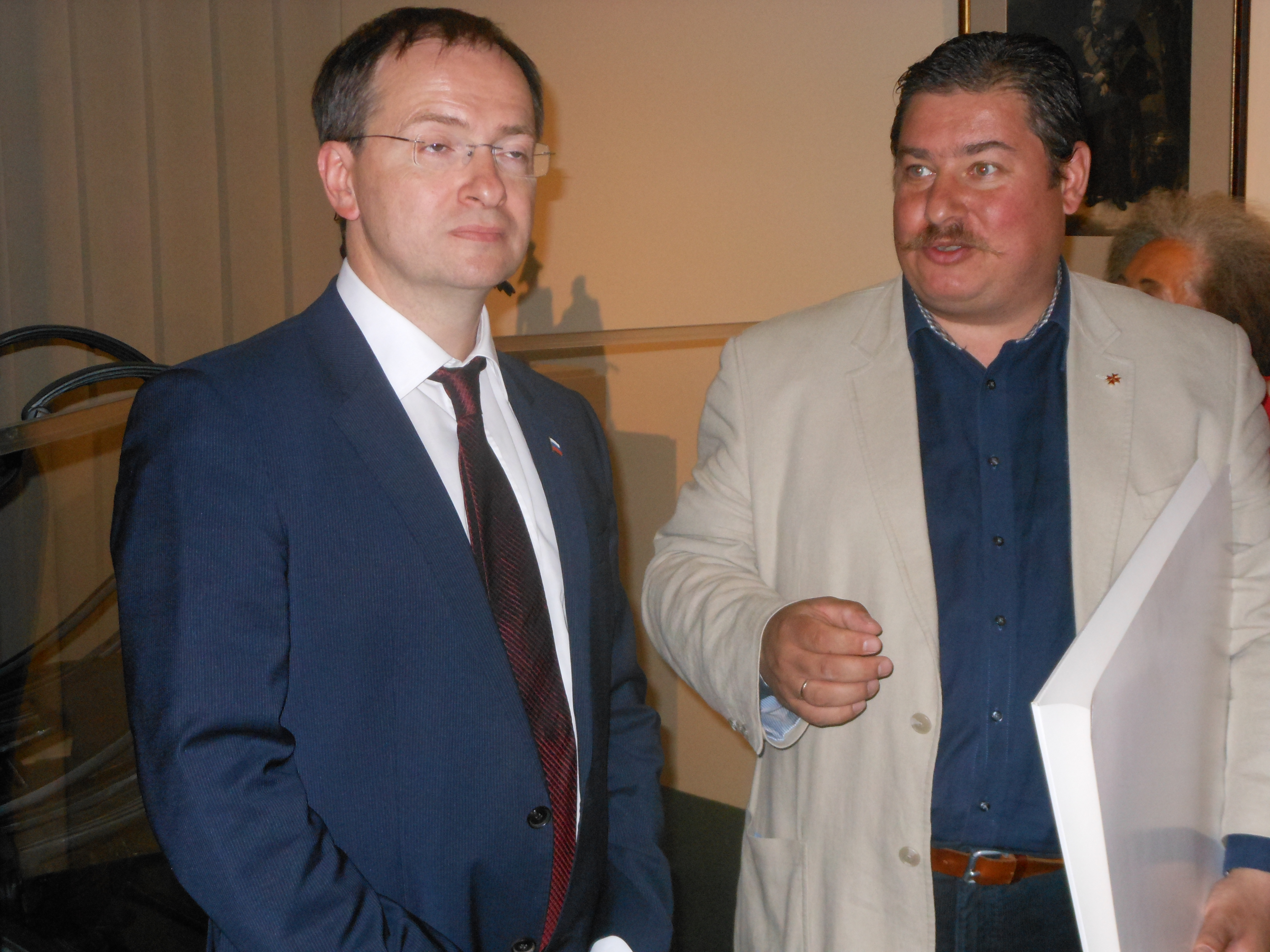
Министр культуры РФ Владимир Мединский и директор музея-заповедника Валерий Климов представляют отреставрированный походный экипаж Михаила Кутузова. Экспозиция, 12 июня 2015 года

- Центральная экспозиция Бородинского музея «Бородино — битва гигантов»
- Дом-музей игуменьи Марии
- Бородино в годы Великой Отечественной войны
- Вехи истории
- Лев Толстой и Бородинское сражение — Война и мир

## Монументы

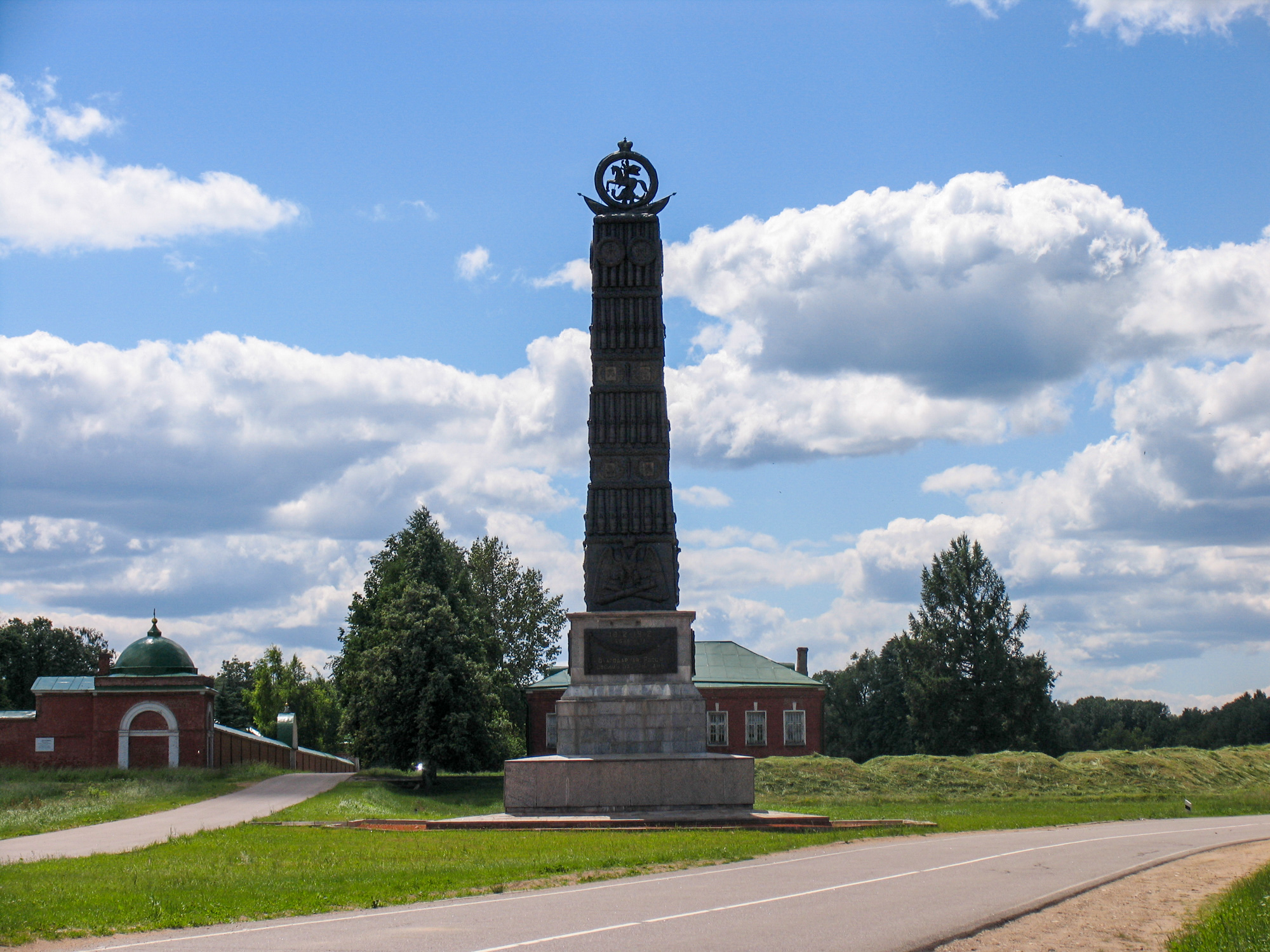
Благодарная Россия своим защитникам

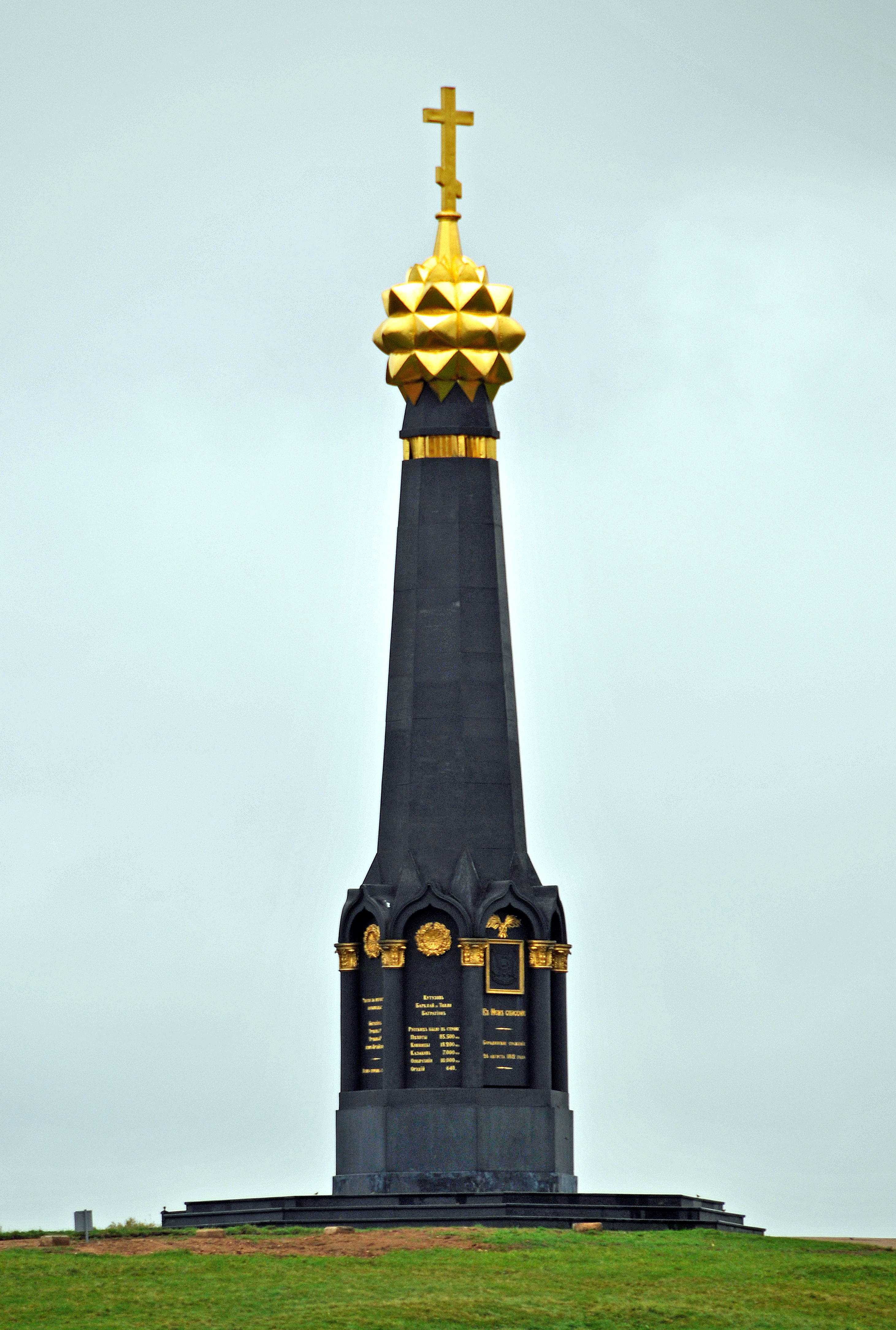
Главный памятник русским воинам на Бородинском поле в XXI веке

- Главный монумент героям Бородинского сражения на батарее Раевского
- Памятник мёртвым Великой армии
- Благодарная Россия своим защитникам
- Кавалергардам и Конной Гвардии
- Главнокомандующему русскими армиями М. И. Голенищеву-Кутузову
- 1-му и 19-му егерским полкам (1912, архитектор Б. А. Альберти)
- Лейб-гвардии Казачьему полку
- Лейб-гвардии Егерскому полку и матросам Гвардейского экипажа
- Нежинскому драгунскому полку
- 7-й пехотной дивизии генерала Капцевича
- 2-й конной батарее Лейб-гвардии артиллерийской бригады
- Астраханскому кирасирскому полку
- 23-й пехотной дивизии генерала Бахметева
- Могилы русских офицеров:

поручика Лейб-гвардии Семёновского полка С. Н. Татищева и прапорщика того же полка Н. А. Оленина,
капитана Лейб-гвардии Егерского полка А. П. Левшина и капитана Лейб-гвардии Преображенского полка П. Ф. Шапошникова
- Могила генерала П. И. Багратиона
- 24-й пехотной дивизии генерала Лихачева
- 12-й пехотной дивизии генерала Васильчикова
- Полевой конной артиллерии
- Волынскому пехотному полку
- Батарейной № 2 и легкой № 2 ротам Лейб-гвардии артиллерийской бригады
- Лейб-гвардии Измайловскому полку
- Лейб-гвардии артиллерийской бригаде
- 2-й кирасирской дивизии генерала И. М. Дуки
- Лейб-гвардии Литовскому полку от Московского полка
- Лейб-гвардии Литовскому полку от Литовского полка
- Лейб-гвардии Финляндскому полку
- Могила капитана Лейб-гвардии Финляндского полка А. Г. Огарева
- Московскому и Смоленскому ополчениям
- 17-й пехотной дивизии генерала 3.Д. Олсуфьева
- Павловскому гренадерскому полку
- 1-й гренадерской дивизии генерала П. А. Строганова
- 4-му кавалерийскому корпусу генерала К. К. Сиверса
- Муромскому пехотному полку
- 2-й гренадерской дивизии генерала К. Мекленбургского и сводно-гренадерской дивизии генерала М. С. Воронцова
- 3-й пехотной дивизии генерала П. П. Коновницына

## Праздники
- День Бородина
- Москва за нами
- Стойкий оловянный солдатик
- День Победы